# Xindi (socken i Kina, Hebei)
Xindi (kinesiska: 新地乡, 新地) är en socken i Kina. Den ligger i provinsen Hebei, i den norra delen av landet, omkring 270 kilometer nordost om huvudstaden Peking. Antalet invånare är 17 135. Befolkningen består av 8 299 kvinnor och 8 836 män. Barn under 15 år utgör 21,0 %, vuxna 15-64 år 71 %, och äldre över 65 år 6,0 %.
Genomsnittlig årsnederbörd är 625 millimeter. Den regnigaste månaden är juni, med i genomsnitt 163 mm nederbörd, och den torraste är januari, med 2 mm nederbörd.